# Tamar van Georgië
Tamar van Georgië (Georgisch: თამარი, Tamari) (c. 1160 – 18 januari 1213), was heerseres (koningin) over Georgië gedurende de zogenoemde Georgische Gouden Eeuw, die duurde tussen ongeveer 1100 en 1225. Gedurende haar regering beleefde het Georgische rijk zijn hoogtepunt, zowel politiek als cultureel. Zij was een afstammeling van David de Bouwer van de Bagrationidynastie, met wie de bloei van het Georgische rijk was begonnen. Zowel door haar rol als vrouwelijke heerser als vanwege de bloei van het koninkrijk is zij een belangrijke figuur gebleven in de Georgische geschiedenis en populaire cultuur. In 1915 werd een Orde van Sint-Tamara ingesteld.

## Jeugd en troonsbestijging
Tamar was een dochter van de Georgische koning George III. Tijdens haar jeugd werd haar vader geconfronteerd met een grote opstand van Georgische edelen (1177), die hij wist te onderdrukken; het jaar daarop werd Tamar benoemd tot medeheerser om daarmee aanspraken op de troon van andere takken van de familie de kop in te drukken.
Na haar vaders dood in 1184 werd Tamar opnieuw gekroond in het Gelatiklooster. Haar koningschap werd aanvankelijk echter fel bestreden, waardoor ze gedwongen werd aanzienlijke concessies te doen aan de heersende aristocratie. Zo werd de katholikos (patriarch van de Georgisch-Orthodoxe Kerk) tot kanselier benoemd, waarmee hij zowel geestelijke als wereldlijke macht verwierf. Voorts werd ze gedwongen tot een huwelijk met de Russische prins Joeri die moest dienen als opperbevelhebber. Na de dood van katholikos Michael wist Tamar echter geleidelijk haar machtsbasis uit te breiden.

## Bloei van het koningschap

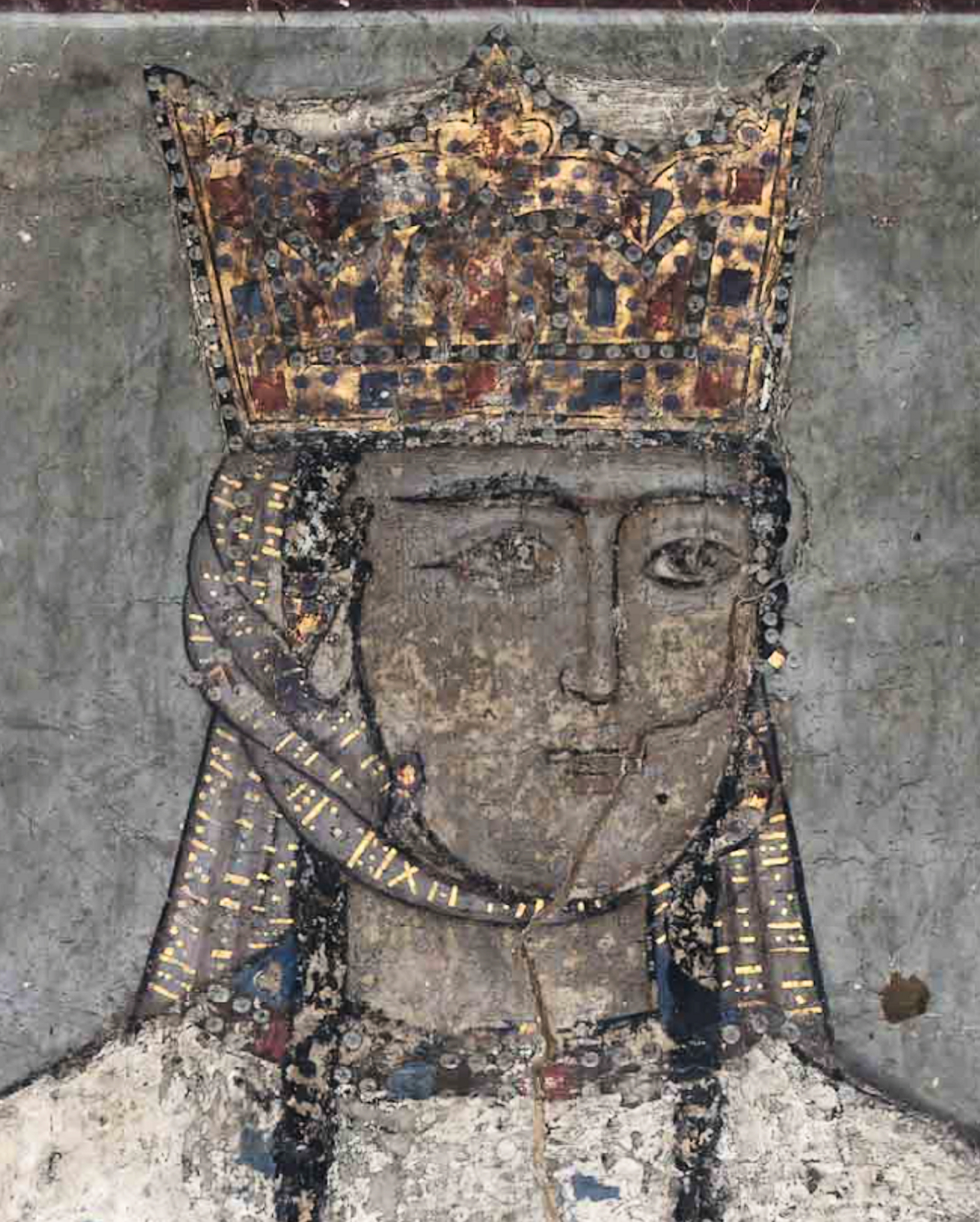
Koningin Tamar

In 1187 wist Tamar een scheiding met prins Joeri door te drijven, hoewel deze nog twee pogingen tot een staatsgreep deed. Zij hertrouwde in 1191 met de Alanische prins David Soslan, met wie ze twee kinderen kreeg: zoon George IV Lasja en dochter Roesoedan. Zijn status (bevestigd op munten en in verdragen) bleef echter ondergeschikt aan die van Tamar, die de titel "Koning der Koningen" droeg, een titel die onafhankelijk was van geslacht.
Het Georgische rijk was in die tijd een christelijke enclave in de Zuidelijke Kaukasus, in een hoofdzakelijk islamitische omgeving. Het Byzantijnse Rijk, waar Georgië ooit deel van had uitgemaakt, was in verval en Georgië werd al sinds de 10de eeuw bedreigd door de Seltsjoeken, een Turkse stam uit het oosten. Het was David de Bouwer die zich aan hun macht had ontworsteld.
Vanaf 1195 begon koningin Tamar met hulp van David Soslan haar rijk geleidelijk uit te breiden naar het zuiden en westen, ten koste van de Seltsjoeken. In tien jaar werden delen van Armenië en het huidige Iran veroverd.
Rond 1205, kort na de Val van Constantinopel, wisten twee van haar neven, die aan haar hof waren opgegroeid, een gebied rond de huidige stad Trabzon aan de zuidkant van de Zwarte Zee te veroveren, waar zij het Keizerrijk Trebizonde stichtten. Dit gebied gold voortaan als een 'protectoraat' van het christelijke Georgië.
Ten tijde van de Vierde Kruistocht breidde Tamar haar activiteit uit tot in het Heilige Land en Jeruzalem, waar verschillende Georgische kloosters waren gevestigd. Tegen het einde van haar regering was Georgië uitgegroeid tot de voornaamste macht bezuiden de Kaukasus tussen de Zwarte Zee en Kaspische Zee, en Tamar werd erkend als "koning der Koningen" en "kampioen van de Messias".

### Cultuur
Tamar's regering werd een bloeiperiode van cultuur. De Georgisch-orthodoxe architectuur kwam tot uiting in de bouw van verschillende kathedralen. De dichter Sjota Roestaveli schreef in deze periode zijn beroemd gebleven werk De ridder in het pantervel, een groot epos in kwatrijnen waarin de middeleeuwse hoofse waarden worden bezongen.

## Erfenis
Het Georgische rijk dat Tamar had gesticht, bleef niettemin niet lang bestaan. Rond 1235 werd het overspoeld door aanvallen van de Mongolen van Dzjengis Khan en zijn opvolger, die van het oostelijk deel van het rijk een vazalstaat maakten. Het westelijk deel bleef nog enige tijd zelfstandig.
Na haar dood bleef Tamar een legendarische figuur in de Georgische geschiedenis. Tijdens de Romantiek werd zij een icoon in de westerse literatuur. Zo schreef de Russische dichter Michail Lermontov in 1841 een op Tamar gebaseerd, romantisch gedicht: Tamara.

## Verering
Tamar is door de Georgisch-Orthodoxe Kerk heilig verklaard als de Heilige Rechtvaardige Koningin Tamar (Georgisch: წმიდა კეთილმსახური მეფე თამარი, ts'mida k'etilmsakhuri mepe tamari; ook vereerd als Rechtsgelovige Tamara). Haar feestdag is op 1 mei (van de juliaanse kalender, wat overeenkomt met 14 mei op de gregoriaanse kalender).
De Antiocheens-Orthodoxe kerk viert op 22 april het feest van de Heilige Tamara.
In de uitbreiding Rise and Fall van het computerspel Civilization VI leidt Tamar de Georgische beschaving.